# Вице-фельдфебель
Вице-фельдфе́бель (нем. Vizefeldwebel), от лат. vice и фельдфебель — главный помощник-фельдфебель (заместитель сержанта), воинское звание и должность унтер-офицерского состава в Германской имперской армии.
Примерно соответствует воинскому званию старший сержант в советских и российских Вооружённых Силах. Слово «фельдфебель» заимствовано из Германии, где оно встречается с XV века у ландскнехтов.

## Этимология
Вице (от лат. vice) — взамен, вместо, в данном значении «заместитель». И старшее значение немецкого слова Feldwebel: «судебное должностное лицо в походных условиях», Feld — «поле», «поле сражения», «поход» и Weibel — «служитель при суде (рассыльный)». В русском языке употребляется с XVII века — в форме «фельтвеволъ», «фельтвевелъ», с XVIII века — «фельтвебель», «фельдвебель». Современная форма «фельдфебель» получила широкое распространение с начала XIX века, со вторым ф вследствие межслоговой прогрессивной (по немецкому образцу) ассимиляции льд>льт → в>ф. То есть конечный звук первого слога оглушается, в результате чего глухим становится также первый звук второго слога.

## История
В Пруссии и Германской империи вице-фельдфебель был унтер-офицером в пехоте. Являлся аналогом вице-вахмистра в кавалерии. Вице-фельдфебель занимал промежуточное положение между сержантом и фельдфебелем, являясь самым низким званием «унтер-офицеров с портупеей» (нем. Unteroffiziere mit Portepee), своего рода старшей категории унтер-офицеров..
Звание было введено в 1846 году в прусском ландвере и в замещающих военных формированиях, а в 1873 году и во всей армии. В ротах с не более чем двумя офицерами вице-фельдфебели выполняли функции командиров взводов. Лучшие выпускники Королевского кадетского корпуса после дополнительного года обучения сдавали офицерский экзамен и направлялись в войска в звании фенриха уровня вице-фельдфебеля. Часто обладателями этого звания становились вольноопределяющиеся, например Пауль Блобель.
В начале XX века на должности младших офицеров, в ВС Германской империи, могли быть назначаемы в качестве заместителей и вице-фельдфебеля и унтер-офицеры запаса, имеющие аттестацию на производство в подпоручики запаса.